# Franz Anton Kreuter

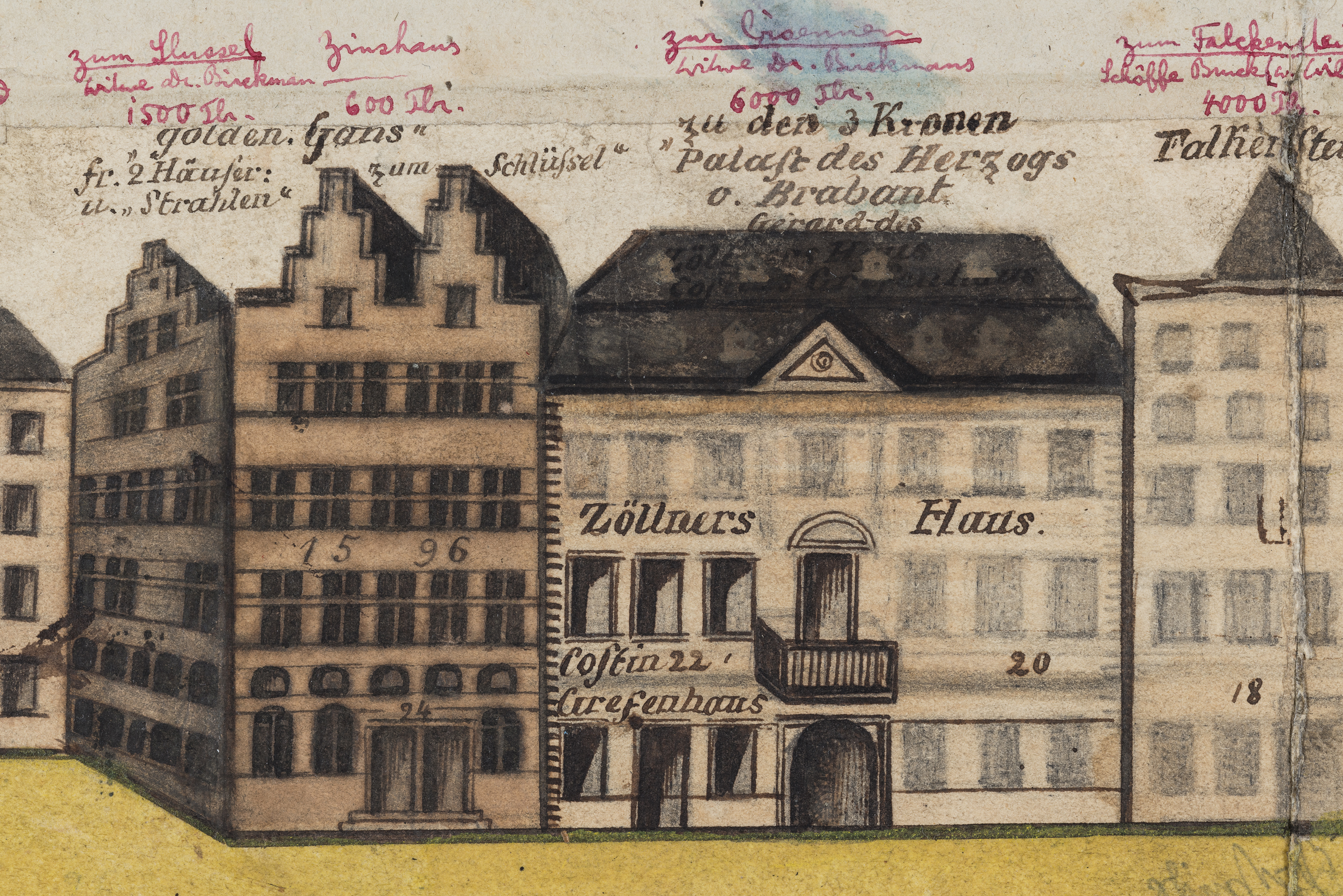
Ausschnitt aus einer Kreuter’schen Karte: Brabanter Hof (heute: Am Hof. Ausschnitt aus K 337-31)

Franz Anton Kreuter (* 7. März 1810 in Köln; † 27. Januar 1877 ebenda) war ein Kölner Antiquar, Buchhändler und Verleger, der auch als Heimatforscher und Autor von Heimatliteratur tätig war. Seine Kreuter’schen Karten, eine Sammlung von über 100 akribisch gezeichneten Straßenzügen und Fassaden, gelten als wichtiger Baustein zur Erforschung der Geschichte des Kölner Stadtbildes. Darüber hinaus geht die Gründung des Kölner Stadtteils Ehrenfeld auf die Initiative Kreuters zurück.

## Leben
Franz Kreuter wurde 1810 in seinem Elternhaus an der rue d’honneur (heute Ehrenstraße) geboren. Er war der Sohn von Gertrud Kreuder, geb. Baum (* 1775 in Leudersdorf) und dem Schreinermeister Severin Kreuder aus Pingsdorf (1768–1823), die seit 1804 verheiratet waren. Seine jüngere Schwester Sybilla wurde drei Jahre später geboren. Die Änderung seines Nachnamens zu Kreuter nahm er erst vor, als er seine ersten Texte veröffentlichte.
Es ist unklar, wovon die Familie nach dem frühen Tod des Vaters lebte; belegt ist, dass Kreuder ab 1840 Annoncen als Antiquar in der Kölnischen Zeitung schaltete – mit Firmensitz in seinem Elternhaus bot er Literatur und gelegentlich auch Klaviere an. Ab 1843 ist eine Zusammenarbeit mit der gleichaltrigen Buchhändlerin Gertrude Tonger und ihrer Familie von Antiquaren und Buchhändlern über gemeinsame Zeitungsanzeigen belegt.
Vom Ende des 19. Jahrhunderts stammen Zeitzeugenaussagen, dass Kreuter im Januar 1845 – in seiner Stammkneipe, während der Karnevalszeit – die Gründung einer neuen Vorstadt im „Ziegelfel’d von Köln“ angeregt habe. Eine neu gegründete Genossenschaft erwarb den Boden und es wurden Anteilsscheine mit wöchentlichen Beiträgen an die Mitglieder verkauft. Kreuter soll selbst eine Bauordnung entworfen und die Grundstücke und Straßen abgesteckt haben. Aufgrund dieser Initiative erinnert man sich Kreuters gemeinhin als Gründer dieses Stadtteils.
Finanziell scheint Kreuter weder durch seine städtebaulichen Ambitionen noch durch sein Buchgeschäft langfristig erfolgreich gewesen zu sein. Drei Jahre nach dem Tod seiner Mutter 1855 wurde sein Elternhaus versteigert; er lebte in den Folgejahren an verschiedenen Kölner Adressen, unter anderem in der Thieboldsgasse, wo auch seine Schwester mit ihrem Mann ansässig war. Zu dieser Zeit hatte er vermutlich kein eigenes Gewerbe und keinen eigenen Hausstand mehr.
Im Januar 1877 wurde der schwer an Schwindsucht erkrankte Kreuter ins Kölner Bürgerhospital eingeliefert und starb dort wenige Wochen später. Er soll auf dem Melaten-Friedhof beigesetzt worden sein; seine Grabstätte ist nicht mehr nachvollziehbar.

## Werk und Nachwirkung

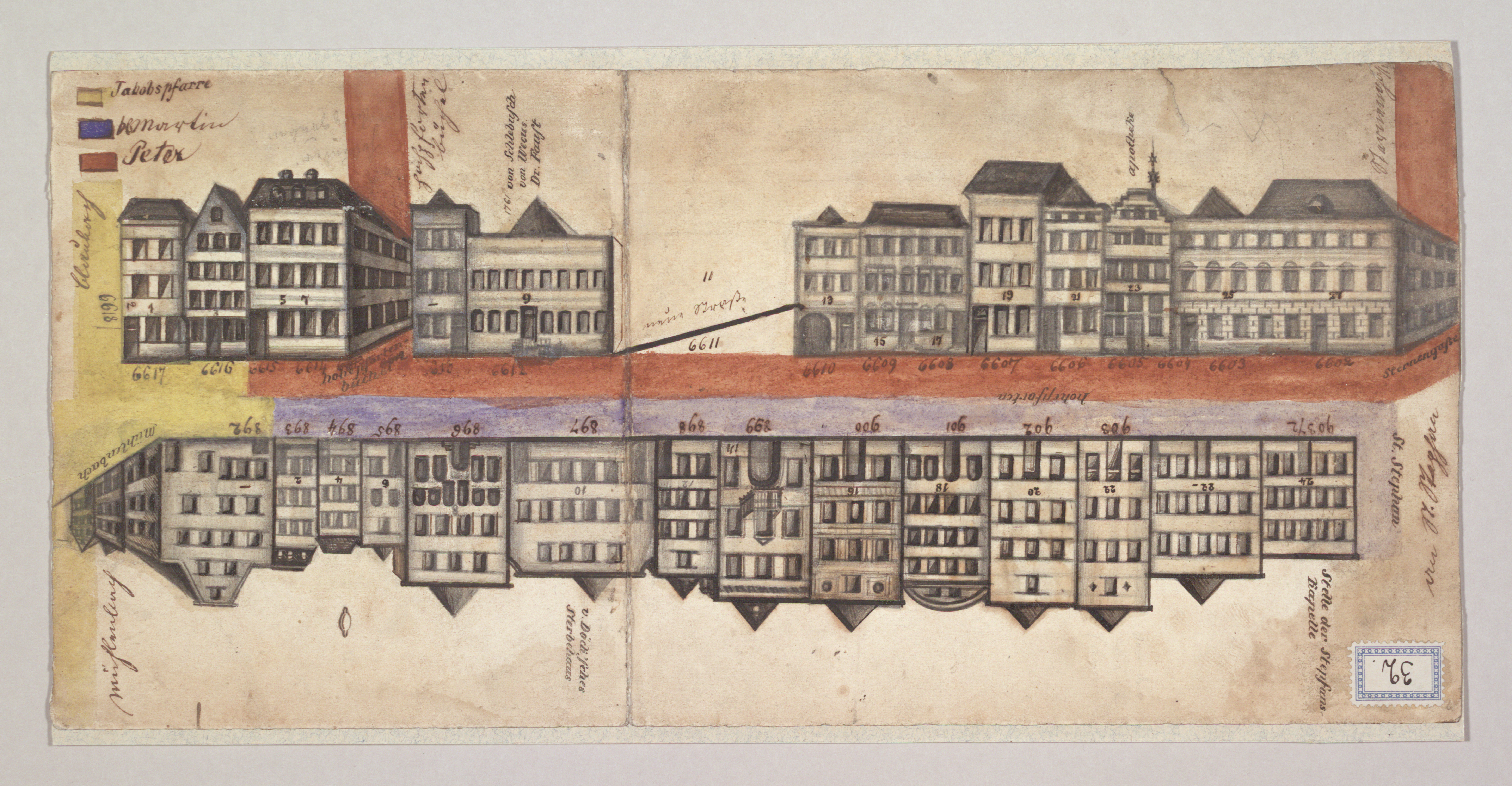
Hohe Pforte (K 337-32)

Kreuter trieb aus privatem Interesse Forschung zur Geschichte Kölns und setzte sich den Arbeiten anderer Kölner Historiker kritisch auseinander – so stand er Johann Jakob Merlo und Friedrich Everhard von Mering positiv gegenüber, hatte jedoch mit dem zehn Jahre jüngeren Kölner Stadtarchivar Leonhard Ennen ein weniger gutes Verhältnis. Verrisse von Ennens Arbeit und Beschwerdebriefe an den Bürgermeister über das Verhalten Ennens ihm gegenüber könnten auf persönliche Konflikte hinweisen.
Kreuter bedauerte die Verdichtung und „nachmittelalterliche“ Veränderung des Kölner Stadtbildes. Auf Basis der Kölner Schreinsbücher – mittelalterlichen Vorläufern eines Liegenschaftskatasters – erstellte er zahlreiche topografische Karten, in denen er die Häuserfronten entlang der Straßen mit Fassaden, Eigentümern und deren Geschichte dokumentierte.
1892 schenkte die Familie Tonger den Nachlass Kreuters an das Historische Archiv der Stadt Köln. Dieser besteht aus 114 Karten, davon 105 Einzeldarstellungen und sieben Plänen von Pfarrbezirken, außerdem Notizen zu den Straßen sowie einzelnen Ereignissen. Der Archivar und Historiker Hermann Keussen bezeichnete im selben Jahr den Bestand als „werthvolle Sammlung“, die „in Verbindung mit dem Reinhardschen Plane von 1752 und dem Fuchsschen Handbuche die topographische Forschung über das alte Köln, das allmählich eine ganz andere Gestalt angenommen hat,“ erleichtere. Keussen nutzte die Arbeiten von Kreuter 1910 in seiner Topographie der Stadt Köln im Mittelalter.
Im November 1935 wurde die Franz-Kreuter-Straße in Ehrenfeld nach ihm benannt.

## Veröffentlichungen
- Leben, Taten und Wunderwerke des Heiligen Maternus, Jünger des Heiligen Petrus und ersten Bischofs der Kölner. Nach bewährten Autoren und Traditionen nebst einer Beschreibung der durch ihn gestifteten Kirchen. Eine Gelegenheitsschrift zur Gedächtnisfeier vom 13. – 29. September. Gedruckt bei J. Meyer, Stolkgasse. Verlag von Fr. Kreuter, Köln 1838.
- Geschichte des berühmten Helden Johann von Werth. Verlag Fr. Kreuter.
- Kölns blutige Schaubühne oder der Freiheitskampf der Kölner Ritter und Bürger im dreizehnten Jahrhundert. Verlag und Druck von Fr. Kreuter, Köln 1846.
- Köln's Legenden, Sagen und Geschichten: nebst Volksliedern, Schwänken, Sprichwörtern. F. Kreuter, Köln 1852.
- Die Brigittenpfarre: die Heuser deß Kirßpell Brigidae, Eigenthumbmer und Bewöner. Manuskript von 1630. Die eingeschalteten Stellen, so wie die Beifügung der jetzigen Nummern sind Zusätze. Köln 1855.
- Die Errichtung der Mariensäule auf der Gereonstraße. Köln 1857.
- Wanderung durch das mittelalterliche Köln, mit steter Berücksichtigung seiner Plätze, Straßen, Kirchen, Klöster, Patrizier- und anderer merkwürdigen Häuser. Selbstverlag von Fr. Kreuter und J. A. Brocker, Köln (uni-koeln.de [abgerufen am 27. September 2023] erschienen um 1855 als Volksausgabe in sieben Heften mit ca. 450 Seiten und beigelegten lithographierten Abbildungen.).